# Guglielmo Bosca
Guglielmo Bosca (ur. 5 czerwca 1993 w Mediolanie) – włoski narciarz alpejski.

## Kariera
Po raz pierwszy na arenie międzynarodowej pojawił się 3 grudnia 2008 roku podczas zawodów juniorskich w Zinal, gdzie zajął 47. miejsce w gigancie. W 2017 roku wystartował na mistrzostwach świata juniorów w Roccaraso, zajmując 20. miejsce w gigancie. Był też między innymi piętnasty w zjeździe podczas mistrzostw świata juniorów w Québeku rok później.
W Pucharze Świata zadebiutował 22 stycznia 2016 roku w Kitzbühel, gdzie nie ukończył drugiego przejazdu w kombinacji. Pierwsze pucharowe punkty zdobył 27 grudnia 2016 roku w Santa Caterina di Valfurva, zajmując 27. pozycję w supergigancie. Na podium zawodów PŚ pierwszy raz stanął 27 stycznia 2024 roku w Garmisch-Partenkirchen, kończąc rywalizację w supergigancie na drugiej pozycji. Na podium rozdzielił Francuza Nilsa Allègre i Loïca Meillarda ze Szwajcarii.
W 2023 roku wystąpił na mistrzostwach świata w Courchevel/Méribel, zajmując 26. miejsce w supergigancie.

## Osiągnięcia

### Mistrzostwa świata
| Miejsce | Dzień    | Rok  | Miejscowość        | Konkurencja | Czas zawodów | Strata | Zwycięzca      |
| ------- | -------- | ---- | ------------------ | ----------- | ------------ | ------ | -------------- |
| 26.     | 9 lutego | 2023 | Courchevel/Méribel | Supergigant | 1:07,22      | +1,74  | James Crawford |

### Mistrzostwa świata juniorów
| Miejsce | Dzień     | Rok  | Miejscowość | Konkurencja | Czas zawodów | Strata | Zwycięzca               |
| ------- | --------- | ---- | ----------- | ----------- | ------------ | ------ | ----------------------- |
| 20.     | 7 marca   | 2012 | Roccaraso   | Gigant      | 2:39,50      | +2,01  | Henrik Kristoffersen    |
| DNF2    | 9 marca   | 2012 | Roccaraso   | Slalom      | 1:38,44      | -      | Santeri Paloniemi       |
| 15.     | 22 lutego | 2013 | Québec      | Zjazd       | 1:30,95      | +2,33  | Nils Mani               |
| 30.     | 24 lutego | 2013 | Québec      | Supergigant | 58,49        | +1,90  | Thomas Mayrpeter        |
| DNF1    | 25 lutego | 2013 | Québec      | Gigant      | 2:20,75      | -      | Aleksander Aamodt Kilde |

### Puchar Świata

#### Miejsca w klasyfikacji generalnej
- sezon 2016/2017: 156.
- sezon 2019/2020: 155.
- sezon 2020/2021: 148.
- sezon 2021/2022: 83.
- sezon 2022/2023: 67.
- sezon 2023/2024: 25.

#### Miejsca na podium
1. Garmisch-Partenkirchen – 27 stycznia 2024 (supergigant) – 2. miejsce